# 保科正純 (会津藩)
保科 正純（ほしな まさずみ、承応元年5月9日（1652年6月14日） - 寛文11年7月20日（1671年8月23日））は、江戸時代初期から中期の会津松平家の人物。陸奥国会津藩主保科正之の五男。母は聖光院。保科正経の同母弟、松平正容の異母兄にあたる。幼名は新助。官位は従五位下・市正。

## 生涯
万治元年9月30日（1658年10月26日）に兄の正経とともに将軍徳川家綱に初めて拝謁する。
「会津松平家譜」によると、万治年中に長姉にあたる媛姫の婿である米沢藩主上杉綱勝が一時危篤になり、井伊直孝らが正之に上杉家後継者として正純を据える案を打診したが、正之は断ったとしている。その後、寛文4年閏5月7日（1664年6月30日）に綱勝が死去すると、吉良義央の長男・三之助（上杉綱憲）が上杉家を相続した。
寛文4年12月28日（1665年2月11日）に従五位下に叙任され、官名を市正と称す。
寛文11年（1671年）に父の正之や兄の正経に先立って死去した。享年20。